# Johann Friedrich Wenthin

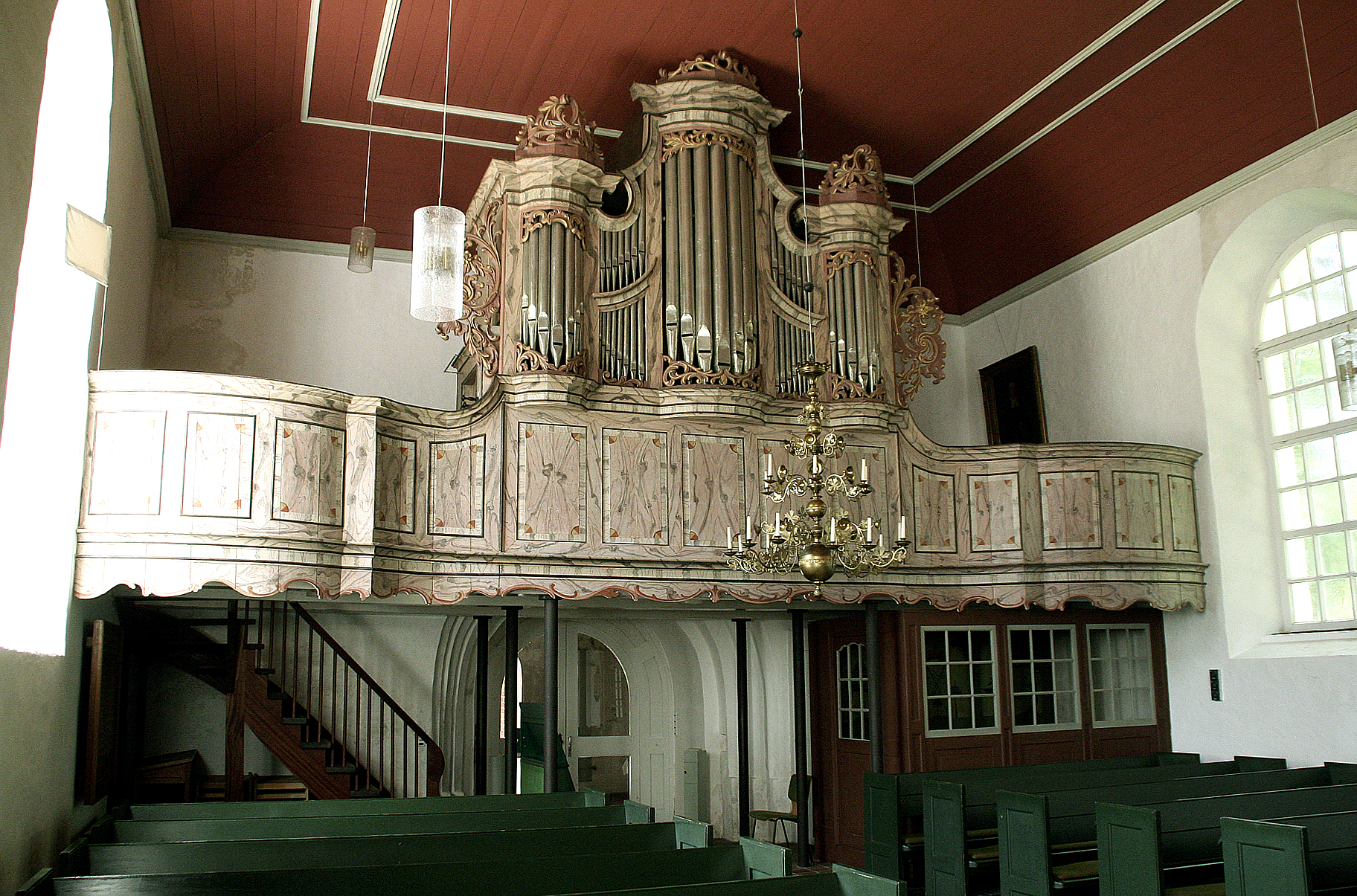
Wenthin-Orgel in Backemoor (1783)

Johann Friedrich Wenthin (* 10. August 1746 in Otterstedt bei Bremen; † 27. Mai 1805 in Emden) war ein deutscher Orgelbauer.

## Leben
Johann Friedrich Wenthin war möglicherweise Geselle bei Heinrich Wilhelm Eckmann und galt als ärgster Konkurrent von Hinrich Just Müller in Ostfriesland. Ab 1774 war er Bürger von Emden. Dort hatte er sich 1775 mit Catharina Gertrud Wenthin aus Neustadtgödens verheiratet und mit ihr vier Kinder. Sein zweitältester Sohn, Joachim Wenthin, übernahm die Werkstatt seines Vaters, arbeitete aber kaum noch in Ostfriesland.

## Werk
Wenthins größtes Werk war der Orgelneubau in der Emder Großen Kirche, das seinen Ruhm begründete, sodass auch Aufträge aus den Niederlanden erfolgten. Das Instrument verfügte über 40 Register und war sein einziger Neubau mit einem selbstständigen Pedal. Die Disposition ist 1788 bei Nicolaas Arnoldi Knock überliefert. Alle späteren Orgeln weisen ein nur angehängtes Pedal auf und einen Registerbestand von unter 20 Stimmen auf. Bei zweimanualigen Werken tritt zum Hauptwerk ein Oberwerk hinzu. Im Gegensatz zur Schnitger-Schule und zu Müller, der eher traditionell baute und einen kräftigen Klang bevorzugte, zeichnen sich Wenthins Orgeln durch einen eleganten und zarten Klang aus, mit einem größeren Anteil an Flöten- und Streichregistern. Er setzte auch neuartige Register wie die Traversflöte und das labiale Cornett ein und verwendete die gleichstufige Stimmung. Wenthins fortschrittliche Art ist äußerlich an der geschwungenen Gestaltung des Prospekts erkennbar, die im Stil des Rokoko gehalten ist und bei seinen letzten Werken klassizistische Einflüsse aufnimmt, wie beispielsweise die Deckelvasen auf dem Orgelgehäuse.

## Werkliste
Folgende Orgeln von Wenthin sind nachgewiesen. Kursivschreibung gibt an, dass die Orgel nicht oder nur noch das historische Gehäuse erhalten ist. Die Größe der Instrumente wird in der fünften Spalte durch die Anzahl der Manuale und die Anzahl der klingenden Register in der sechsten Spalte angezeigt. Ein großes „P“ steht für ein selbstständiges Pedal, ein kleines „p“ für ein angehängtes Pedal.
| Jahr      | Ort            | Kirche                               | Bild | Manuale | Register | Bemerkungen |
| --------- | -------------- | ------------------------------------ | ---- | ------- | -------- | --- |
| 1779      | Emden          | Große Kirche                         |      | II/P    | 40       | Neubau; nicht erhalten |
| 1776–1781 | Hinte          | Evangelisch-reformierte Kirche Hinte |      | I/p     | 8        | Neubau; Prospekt erhalten |
| 1779–1782 | Weener         | Evangelisch-reformierte Kirche       |      | III/P   | 37       | Aufstellung der Orgel von Arp Schnitger auf neuer Empore, Reparatur und Erweiterung um ein Brustwerk und die Pedaltürme; Pedalturmgehäuse, aber keine Register von Wenthin erhalten (heute II/P/29) → Orgel der Evangelisch-reformierten Kirche (Weener) |
| 1785      | Riepe          | Riepster Kirche                      |      | I/p     | 10       | Neubau; ersetzt, Prospekt mit Prospektpfeifen erhalten |
| 1783      | Backemoor      | St. Laurentius und St. Vincenz       |      | I/p     | 12       | Neubau; weitgehend erhalten → Orgel |
| 1785      | Zweins (NL)    | Reginakerk (Hervormde Kerk)          |      | I/p     | 13       | Neubau; später umgebaut |
| 1787      | Nieuwolda (NL) | Hervormde Kerk                       |      | II/p    | 21       | Neubau; weitgehend erhalten |
| 1788–1789 | Reepsholt      | St. Mauritius                        |      | II/p    | 17       | Neubau; weitgehend erhalten |
| 1790–1793 | Wolthusen      | Wolthuser Kirche                     |      | I/p     | 8        | Neubau; 4 Register erhalten |
| 1793      | Hesel          | Liudgerikirche                       |      | I/p     | 13       | Neubau; nur noch seitliches Schnitzwerk erhalten |
| 1793      | Westerende     | St. Martin                           |      | I/p     | 13       | Neubau; 1885 Erweiterungs-Umbau durch Johann Diepenbrock (heute I/P/15); weitgehend erhalten |
| 1796      | Oldersum       | Oldersumer Kirche                    |      | II/p    | 12       | Neubau; nicht erhalten |
| 1797–1798 | Bad Bentheim   | Ref. Kirche                          |      | I/p     | 12       | Neubau; nicht erhalten |
| 1798–1801 | Groothusen     | Groothuser Kirche                    |      | II/p    | 19       | Neubau; über die Hälfte der Register erhalten |
| 1802      | Blersum        | Blersumer Kirche                     |      | I/p     |          | Eine Hausorgel Wenthins wurde 1850 von der Blersumer Kirchengemeinde erworben; 1890 von Johann Martin Schmid ersetzt. |
| 1804      | Groß Midlum    | Groß Midlumer Kirche                 |      | I/p     | 13       | 1956 Pfeifenwerk ersetzt, Prospekt und Windlade sind erhalten. |

Dazu kommen noch diverse Umbau- und Erweiterungsarbeiten sowie Reparaturen.